# Douglas Abdell
Douglas Abdell (Boston, 1947) es un escultor estadounidense, residente en Málaga, España. Obtuvo la licenciatura en Bellas Artes en la especialidad de escultura en la Universidad de Siracusa en 1970.
En los últimos 40 años ha basado su trabajo en temas políticos y sociales relacionados con el Mediterráneo realizando obras en piedra, mármol y bronce, obras gráficas y mosaicos, utilizando idioma y simbología Fenicia y Árabe.

## Exposiciones recientes
- 2018 - "El retorno del Fenicio" Museo de Cádiz.[1]
- 2019 - "El retorno del Fenicio" Fundación Antonio Gala, Córdoba.[2]
- 2020 - "Scrivere Disegnando. Quand la langue cherche son autre", Centre d’Art Contemporain Genève, Suisse.[3]
- 2021 - "Douglas Abdell: Reconstructed Trap House", Ab-Anbar Gallery, Cromwell Place, London.[4]
- 2021 - “Dimensional: 3D Works from the Figge Collection” Figge Art Museum, Davenport, Iowa.[5]
- 2022 - "Douglas Abdell", MAMCO Museo de Arte Moderna y Contemporánea, Ginebra, Suiza.[6]
- 2022 - "3ª Bienal de Escultura - Jardin de Esculturas", Ginebra, Suiza.[7]
- 2024 - "Douglas Abdell: Intervalism and Other Mathematics", Ab-Anbar Gallery, London.[8]

## Obras en museos y colecciones públicas
- H. H. Thyssen-Bornemisza Collection, Lugano, Suiza.[9]
- Quadrat Museum, Bottrop, Alemania.[10]
- Brooklyn Museum, New York City, New York.[11]
- Wichita Art Museum, Wichita, Kansas, Estados Unidos.[12][13]
- Centro Nacional de las Artes Plásticas de Francia (Cnap), París, Francia.[14]
- Barjeel Art Foundation, Sharjah, United Arab Emirates.[15]
- Sursock Museum, Beirut, Lebanon.[16]